# Cremnomymar imperfectus
Cremnomymar imperfectus är en stekelart som beskrevs av Dmitriy Alekseevich Ogloblin 1952. Cremnomymar imperfectus ingår i släktet Cremnomymar och familjen dvärgsteklar. Inga underarter finns listade i Catalogue of Life.